# I demoni di San Pietroburgo
I demoni di San Pietroburgo è un film del 2008 diretto da Giuliano Montaldo.

## Trama
Il film è ambientato durante la stesura da parte di Dostoevskij del romanzo Il giocatore (non de I demoni, altro romanzo dello scrittore che funge da citazione per il titolo del film) e ripercorre le vicende biografiche dello scrittore tramite flashback in parallelo alla trama del film, che lo vede protagonista.
Il film romanza abbondantemente situazioni che comunque si presentavano nella Russia zarista di metà '800: società segrete sovversive e rivoluzionarie di giovani studenti universitari ispirate agli scritti di Bakunin (che viene spesso citato) e dello stesso Dostoevskij, scritti però giovanili che lo stesso scrittore/protagonista, ormai in età avanzata, rinnega anche se non fino in fondo.
Ed è qui il cuore narrativo del film: Dostoevskij si trova quasi casualmente in possesso di informazioni su una di queste società segrete che sta per compiere un grande attentato; in mezzo ad indecisioni e tormenti (egli stesso si sente in parte colpevole per aver alimentato quel tipo di società coi suoi scritti giovanili) tenta in ogni modo di incontrare i membri della società ed il loro capo nella speranza di riuscire a dissuaderli dal compiere l'azione omicida.

## Riconoscimenti
- 2009 - David di Donatello
  - Migliore scenografia a Francesco Frigeri
  - Migliori costumi a Elisabetta Montaldo
  - Nomination Migliore fotografia a Arnaldo Catinari
  - Nomination Migliori trucco a Luigi Rocchetti
  - Nomination Migliori acconciature a Mirella Ginnoto
  - Nomination Migliori effetti speciali visivi a Frame by Frame
- 2008 - Nastro d'argento
  - Migliore fotografia a Arnaldo Catinari
  - Miglior scenografia a Francesco Frigeri
  - Nomination Migliore produttore a Elda Ferri
  - Nomination Migliore attrice protagonista a Carolina Crescentini
  - Nomination Migliori costumi a Elisabetta Montaldo
  - Nomination Migliore colonna sonora a Ennio Morricone